# St-Pierre (Boussy-Saint-Antoine)

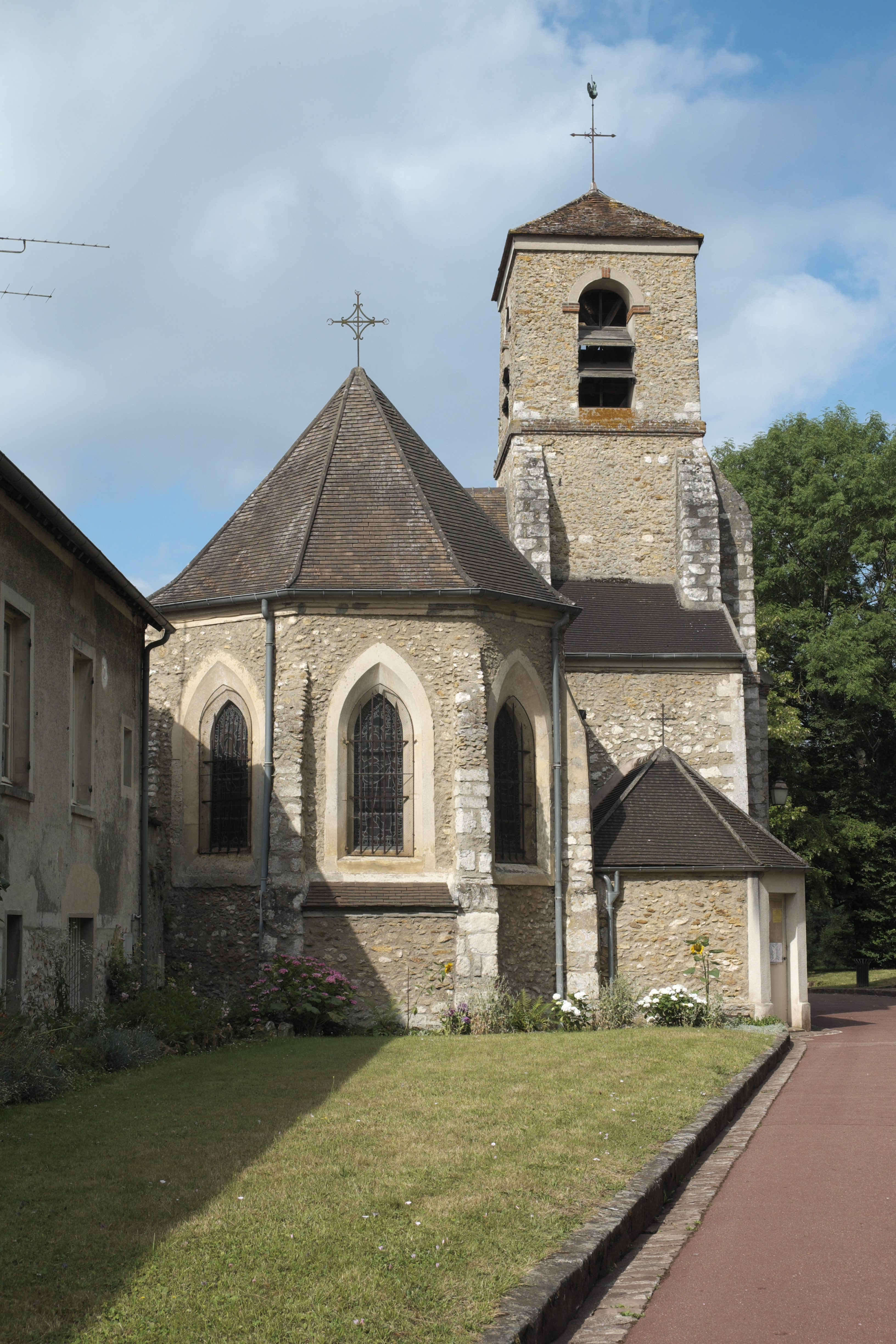
Kirche St-Pierre in Boussy-Saint-Antoine

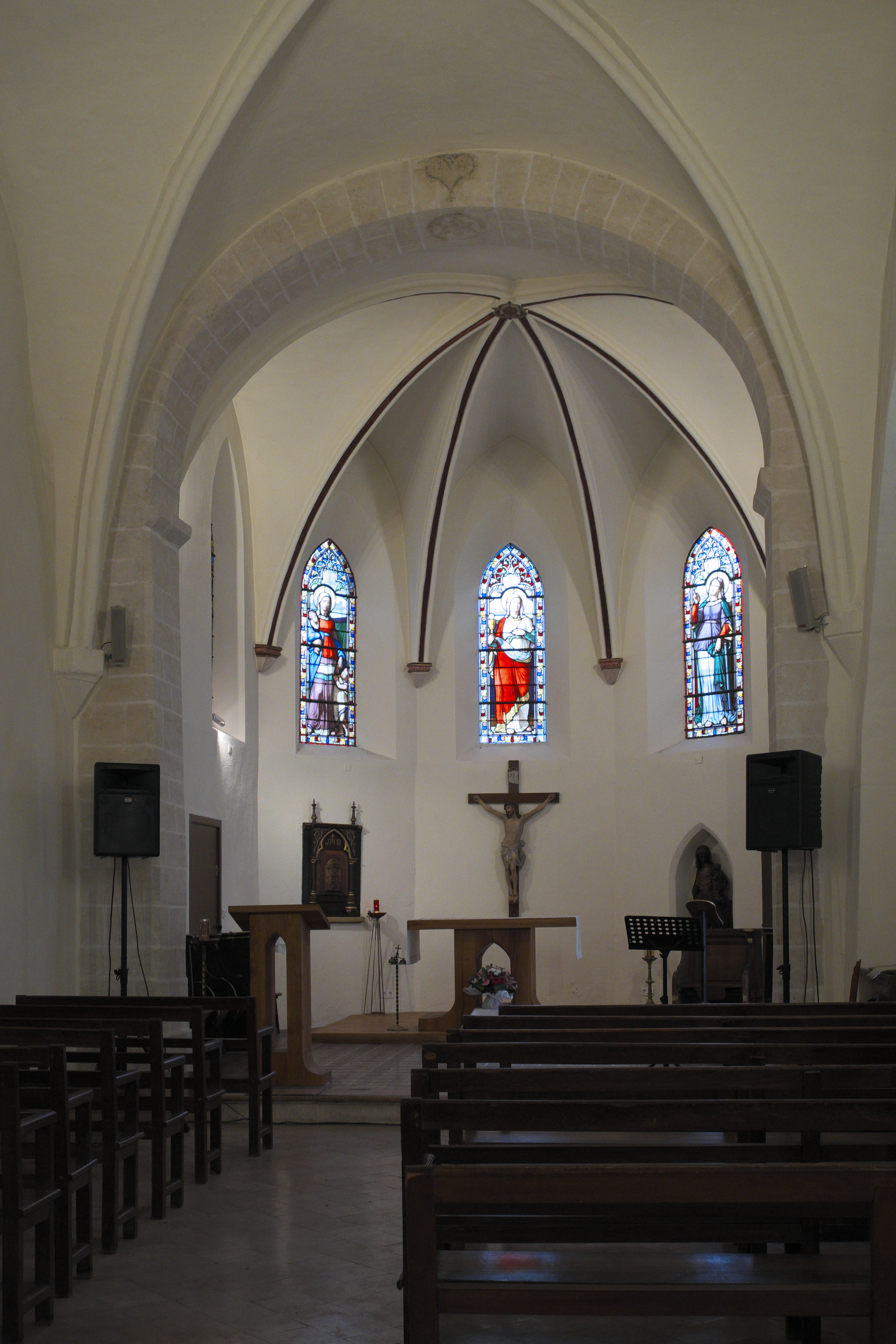
Innenraum, Blick zum Chor

Die römisch-katholische Kirche St-Pierre in Boussy-Saint-Antoine, einer französischen Gemeinde im Département Essonne in der Region Île-de-France, wurde im 16. Jahrhundert errichtet.

## Architektur
Das spätgotische Bauwerk an der Place des Droits-de-l’Homme besitzt einen rechteckigen Turm an der Nordseite, der von einem Zeltdach gedeckt wird. Im 19. Jahrhundert wurde die Sakristei an den Turm angebaut und an der Südseite der Kirche eine Kapelle hinzugefügt. Die geostete Kirche aus Bruchsteinmauerwerk erhielt gleichzeitig eine Verstärkung der Strebepfeiler. 

## Ausstattung
Von der Kirchenausstattung sind zwei Skulpturen der Madonna mit Jesuskind (aus Holz und aus Marmor) aus dem 14. Jahrhundert erwähnenswert. Die polychrome Skulptur des Apostels Petrus aus dem 17. Jahrhundert ist nur mit beschädigten Armen erhalten.

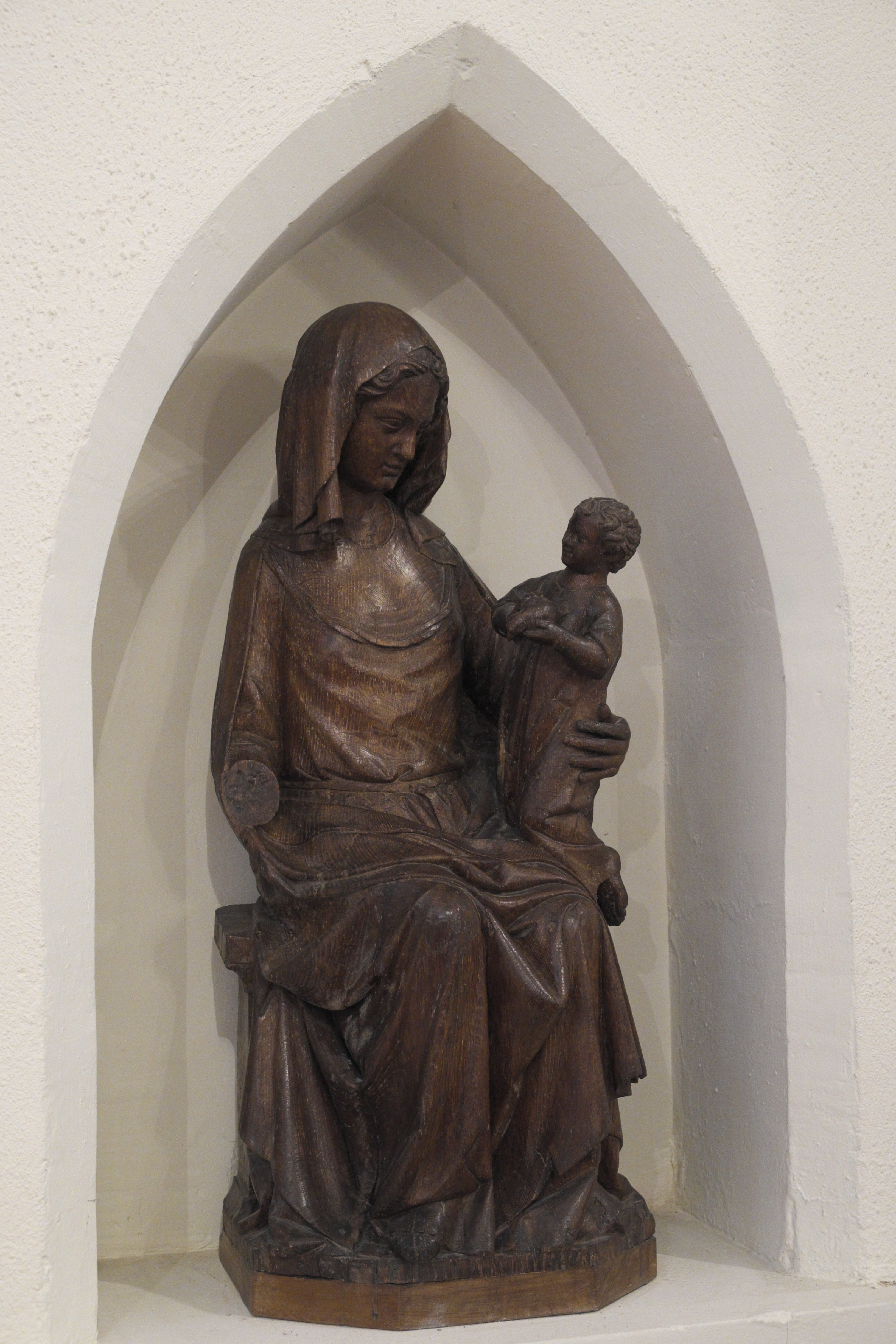
Holzskulptur Madonna mit Kind
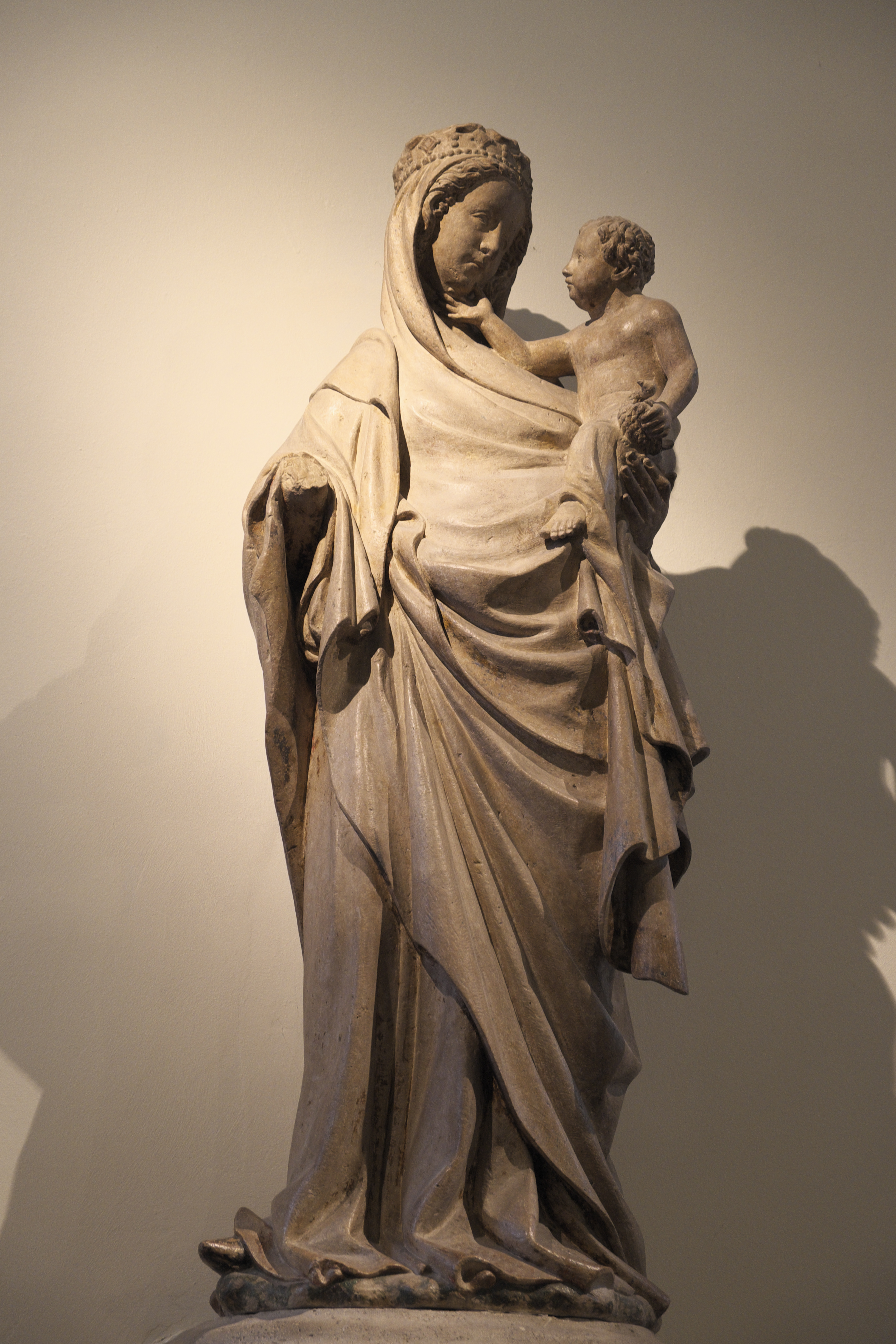
Marmorfigur Madonna mit Kind
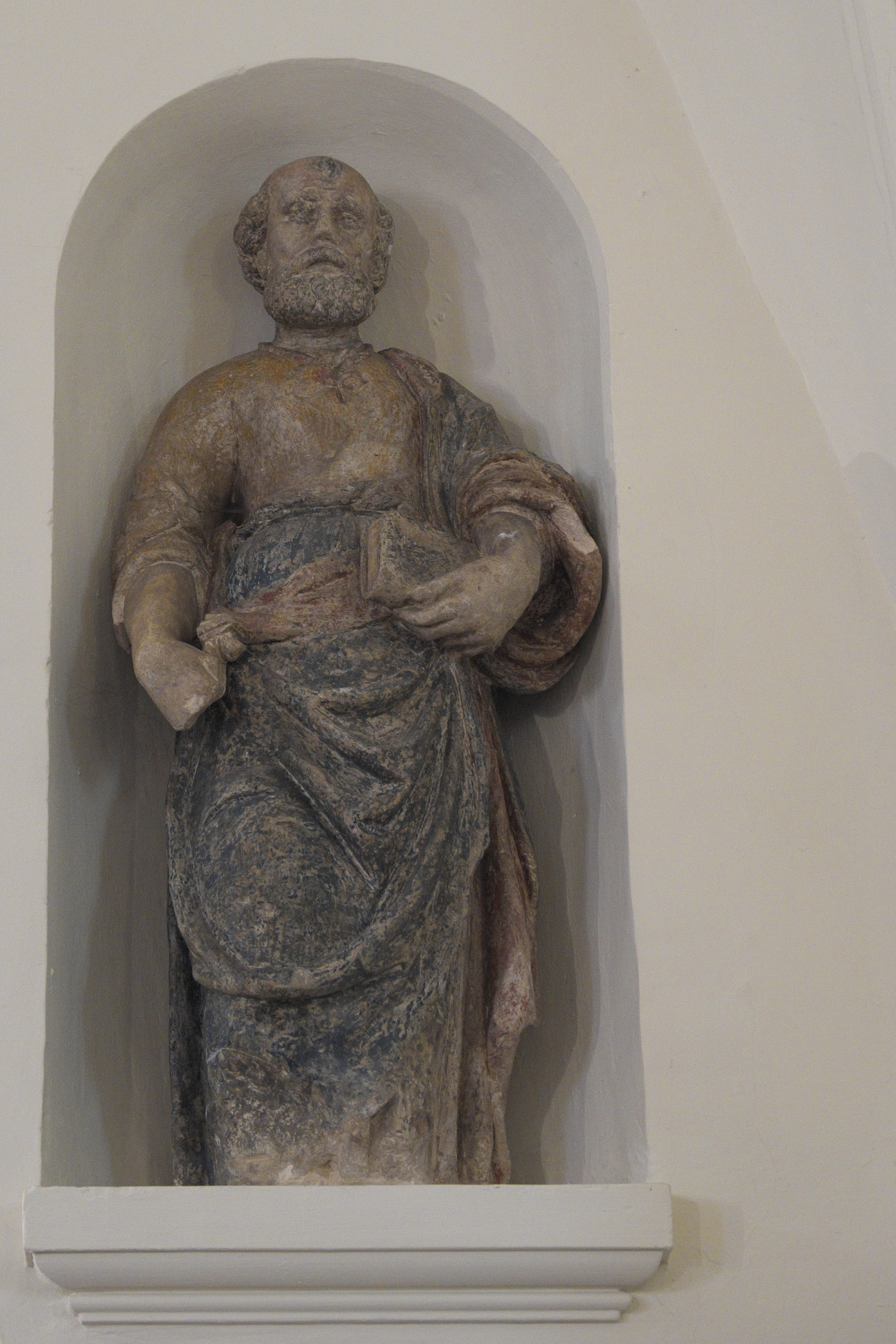
Apostel Petrus